# Sinchang (métro de Séoul)
Sinchang (en coréen : 신창(순천향대)역) est une station terminus de la ligne 1 (Ligne Janghang) du métro de Séoul. Elle est située sur la Haengmongni à Asan en Corée du Sud.

## Situation sur le réseau

Plan du réseau (2023)